# Wilhelm von Roggendorf
Wilhelm von Roggendorf (1481 – 25 agosto 1541) è stato un militare austriaco e hofmeister del Sacro Romano Impero.
Figlio di Kaspar von Roggendorf, e quindi membro dell'antica famiglia Von Roggendorf della Stiria che governava sulla Bassa Austria dalla metà del XV secolo.
Wilhelm von Roggendorf servì gli Asburgo dal 1491. Fu statolder della Frisia tra il 1517 e il 1520 e a partire dalla seconda metà del 1520 hofmeister di Ferdinando I, imperatore del Sacro Romano Impero. Durante l'assedio di Vienna nel 1529 da parte dell'impero ottomano prestò servizio come comandante della cavalleria pesante guidata dal cognato Nicola di Salm (1459-1530). Negli anni seguenti ebbe un ruolo influente presso la corte austriaca come obersthofmeister. Si dimise nel 1539, ma tornò a prestare servizio come comandante dell'assedio di Buda che terminò in una pesante sconfitta. In quella battaglia Von Roggendorf venne ferito e due giorni dopo trovò la morte.